# Vincenc Lesný
Vincenc Lesný (* 3. April 1882 in Komárovice; † 9. April 1953 in Prag) war ein  tschechischer Indologe und Sanskritforscher, der an der Karls-Universität Prag lehrte.
Lesný war ein Schüler von Moriz Winternitz und folgte diesem 1923 an die Visva-Bharati University in Shantiniketan, Westbengalen. Dort gab er Deutschkurse, erwarb selbst Kenntnisse in Bengali und wurde 1928 habilitiert.
Zuvor veröffentlichte er 1914 Ukázky poezie a prózy, eine tschechische Übersetzung ausgewählter Werke des bengalischen Dichters Rabindranath Thakur. Persönlich lernte er den Dichter 1920 kennen.